# 小糸のぶ
小糸 のぶ（こいと のぶ、1905年9月24日 - 1995年12月13日）は、日本の小説家。
静岡県富士郡吉原町（旧・吉原市）(現・富士市)生まれ。静岡女子師範学校卒。小学校教員を経て、1941年内閣情報局の国民映画脚本募集に「母子草」が一席入選し、映画化される（田坂具隆監督）。戦後1949年「おもかげ」で直木賞候補。恋愛通俗小説を書いた。

## 著書
- 初夜ふたたび 博文閣 1949  のち春陽文庫
- 花咲く丘 桃園書房 1953
- 私は泣かない 文芸図書出版社 1953
- 処女雪 文芸図書出版社 1953  のち春陽文庫
- 女性の声 文芸図書出版社 1953
- 母を呼ぶ歌 偕成社 1954
- 君に誓いし 凡人社 1954　のち春陽文庫
- 人知れずこそ 東京文芸社 1954  のち春陽文庫
- 母の願い 文芸図書出版社 1954
- 新妻暦 人妻の性典　東京文芸社 1954  のち春陽文庫
- 春の渦巻 東京文芸社 1954 のち春陽文庫
- 若い樹 平凡出版 1955 (平凡映画小説シリーズ) のち春陽文庫
- 花いつの日に 偕成社 1955
- 虹よ遥かに 東方社 1956  のち春陽文庫
- ここに幸あり 偕成社 1956
- 花の真実 平凡出版 1956 (平凡映画小説シリーズ) のち春陽文庫
- 紅匂う 東方社 1957  のち春陽文庫
- 朱よりも赤く 大日本雄弁会講談社 1957 (ロマン・ブックス)「青空に夢を」春陽文庫
- 純愛の砂 講談社 1958 (ロマンブックス)
- 愛を誓いし君なれば 平凡出版 1959  のち春陽文庫
- 若い真珠 東方社 1960　のち春陽文庫
- 恋文裁判 東方社 1960
- しあわせはどこに 1961 (春陽文庫)
- 明日ひらく薔薇 東方社 1961 のち春陽文庫
- 娘はかく抗議する 1963 (春陽文庫)
- 母子草 1964 (春陽文庫)
- 花咲く乙女 1965 (春陽文庫)
- 純愛の砂 1966 (春陽文庫)
- あなたの悩みを退治する本 小糸のぶ人生相談 広論社 1982.4
- わが歳月 エッセイ集 ふらんす堂 1994.12

## 参考
- 日本人名大辞典